# Linda Huntová
Linda Huntová, vlastním jménem Lydia Susanna Huntová, nepřechýleně Hunt (* 2. dubna 1945 Morristown, New Jersey), je americká divadelní, televizní a filmová herečka. Účinkovala v řadě filmů, známá je však také z pozdní televizní role operační šéfové Henrietty „Hetty“ Langeová v kriminálním seriálu Námořní vyšetřovací služba L. A.

## Herecká kariéra
Vystudovala režii na Goodmanově divadelní škole v Chicagu, jako herečka v roce 1975 debutovala na Broadwayi, v roce 1978 v televizi a v roce 1980 ve filmu. V roce 1982 ztvárnila svoji životní roli fotografa Billyho Kwana ve filmu Petera Weira Rok nebezpečného života, odehrávajícím se za masakrů v Indonésii 1965–1966. Získala Oscara za nejlepší ženský herecký výkon ve vedlejší roli, cenu National Board of Review, cenu New York Film Critics Circle a cenu Boston Society of Film Critics. Stala se první ženou, která získala Oscara za ztvárnění mužské role. Její role v televizním seriálu Námořní vyšetřovací služba L. A. byla v letech 2011 a 2012 oceněna v anketě Teen Choice Awards. Za divadelní práci získala dvakrát Obie Award. Propůjčila svůj hlas počítačové hře God of War.

## Osobní život
Trpí Turnerovým syndromem a měří pouze 145 cm. V roce 2008 uzavřela sňatek s psychoanalytičkou Karen Klineovou.

## Filmografie
- 1980: Pepek námořník
- 1982: Rok nebezpečného života
- 1984: Duna
- 1984: Bostoňanky
- 1985: Silverado
- 1987: Waiting for the Moon
- 1989: Ďáblice
- 1990: Policajt ze školky
- 1991: Přísně tajné prázdniny
- 1992: Rain Without Thunder
- 1993: Mladší a mladší
- 1993: Twenty Bucks
- 1994: Maverick
- 1994: Prêt-à-Porter
- 1997: The Relic
- 2000: Eat Your Heart Out
- 2002: Na křídlech vážky
- 2005: Tvoje, moje a naše
- 2006: Horší už to nebude
- 2017: The Relationtrip
- 2018: Solo: Star Wars Story